# Юрьевская улица (Москва)
Ю́рьевская улица — улица в районе Лефортово Юго-Восточного административного округа города Москвы.

## Происхождения названия
Улица названа в конце XIX века, предположительно, получила название по фамилии домовладельца.

## Расположение
Улица начинается от Сторожевой улицы, идёт на восток, заканчивается в месте пересечения с Боровой улицей и Юрьевским переулком. С севера к улице примыкает Ухтомская улица.
Адреса домов — по Сторожевой улице или Юрьевскому переулку.

## Транспорт

### Метрополитен
- Лефортово — в 500 м к западу от начала улицы.

### Железнодорожный транспорт
- Платформа «Сортировочная» Казанского и Рязанского направлений МЖД — в 500 м к западу от конца улицы.